# Domèvre-sur-Avière
Domèvre-sur-Avière is een Franse gemeente in het departement Vosges in de regio Grand Est en telt 487 inwoners (1999).
Tot het in maart 2015 werd opgeheven viel de gemeente onder het kanton Épinal-Ouest, daarna werd de gemeente onderdeel van het nieuwgevormde kanton Golbey. De gemeente en het kanton maken deel uit van het arrondissement Épinal.

## Geografie
De oppervlakte van Domèvre-sur-Avière bedraagt 9,2 km², de bevolkingsdichtheid is 52,9 inwoners per km².
De onderstaande kaart toont de ligging van Domèvre-sur-Avière met de belangrijkste infrastructuur en aangrenzende gemeenten.

## Demografie
Onderstaande figuur toont het verloop van het inwonertal (bron: INSEE-tellingen).